# Holosteum glutinosum
Holosteum glutinosum är en nejlikväxtart som först beskrevs av Friedrich August Marschall von Bieberstein, och fick sitt nu gällande namn av Fisch. och C. A. Mey. Holosteum glutinosum ingår i släktet fågelarvar, och familjen nejlikväxter. Inga underarter finns listade i Catalogue of Life.